# Мост Лишуй
Мост Лишуй (кит. 澧水大桥) — мост, пересекающий реку Лишуй (приток Янцзы), расположенный на границе района Юндин городского округа Чжанцзяцзе и уезда Юншунь Сянси-Туцзя-Мяоского автономного округа; 15-й по длине основного пролёта висячий мост в Китае; 16-й по высоте над пересекаемой преградой мост в мире (8-й в Китае). Является частью скоростной автодороги G5513 Чанша—Чжанцзяцзе (часть национальной автодороги G55 Эрэн-Хото—Гуанчжоу).

## Характеристика
Длина — 1 194 м. Представляет собой висячий мост с основным пролётом длиной 856 м. Мост Лишуихэ расположен на высоте 330 м над рекой Лишуи и делает его одним из высочайших мостов в мире, занимая 8-е место (в Китае 6-е).
Открытие моста сократило время в пути между городами Чжанцзяцзе и Чунцин вдвое: с 8 часов до 4 часов.